# サンドレス

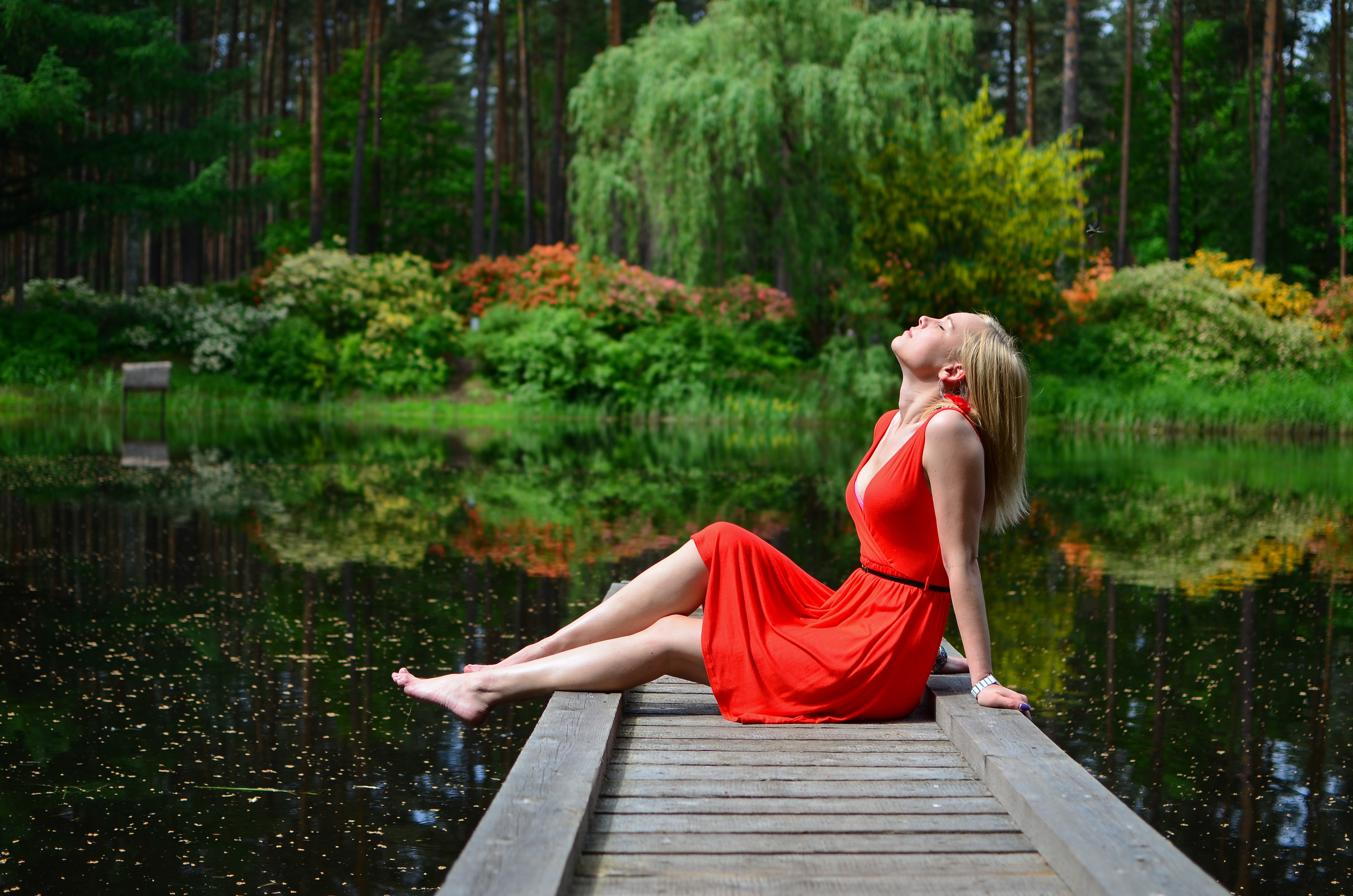
赤いサンドレス

サンドレスとは、カジュアルなドレスの一種であり、気温が高い際に着用することを前提として作られている。軽い生地で作られる場合が多く、中でも綿で作られることが最も多い。通常はサイズは大きめである。形状は、ボディススタイルのノースリーブドレスであるのが普通で、広いネックラインと細いショルダーストラップを特徴とする。そして、バックレスである場合もある。また、レギンスやセーター、Tシャツの上には着ないのが一般的である。